# Ильинский (Курская область)
Ильи́нский — посёлок в Железногорском районе Курской области России. Входит в состав Волковского сельсовета. 

## География
Расположен на севере Железногорского района, в 11 км к северо-востоку от Железногорска у границы с Дмитровским районом Орловской области. Состоит из одной улицы, протянувшейся с юго-запада на северо-восток. По северной окраине посёлка проходят высоковольтные линии электропередач.

## История
В 1926 году в посёлке было 10 дворов, проживало 45 человек (15 мужского пола и 30 женского). В то время Ильинский входил в состав Волковского сельсовета Волковской волости Дмитровского уезда Орловской губернии. В 1928 году вошёл в состав Михайловского (ныне Железногорского) района. В 1937 году в посёлке было 13 дворов. Во время Великой Отечественной войны, с октября 1941 года по февраль 1943 года, находился в зоне немецкой оккупации.

## Население
| 1926 | 1979 | 2002 | 2010 |
| ---- | ---- | ---- | ---- |
| 45   | ↘15  | ↘11  | ↗12  |